# Музей пам'яті жертв тоталітарних режимів
Музей пам'яті жертв тоталітарних режимів — один із перших подібних меморіальних закладів в Україні.
Відкритий 2005 в місті Кременці Тернопільської області у приміщенні ПТУ № 6, де в 1939—1953 роках була в'язниця.
Співорганізатори — Я. Верстюк, Я. Галяс, А. Киричук, Т. Лобар, Н. Шпак.